# Turbulencja 2: Strach przed lataniem
Turbulencja 2: Strach przed lataniem (ang. Turbulence 2: Fear of Flaying) – amerykański thriller z 2000 roku. Kontynuacja Turbulencji z 1997 roku.

## Fabuła
Grupa ludzie uczestniczy w terapii, mającej pomóc im przełamać strach przed lataniem. Częścią kursu jest rejs samolotem. Niestety ich podróż zostaje zakłócona przez terrorystów, którzy zabijają pilotów i porywają samolot. Grożą użyciem broni chemicznej.

## Obsada
- Craig Sheffer: Martin Messerman
- Jennifer Beals: Jessica
- Tom Berenger: Robert Sikes
- Jeffrey Nordling: Elliott Stephenson
- Jay Brazeau: Harold